# Terezijana
Die Terezijana ist ein mehrtägiges kulturelles Ereignis, das seit 1995  in Bjelovar stattfindet. Diese Veranstaltung wird zu Ehren der Kaiserin Maria Theresia, die den Bau der Stadt als eine Festung 1756 anordnete, organisiert. Die Terezijana findet immer Mitte Juni statt. Da die Kaiserin Bjelovar nie besuchte, steht im Mittelpunkt dieser Veranstaltung ein satirisch-theatrales Schauspiel, das den Besuch der Kaiserin darstellt. Die Stadt wird in diesem Zeitraum von ca. 30.000 Touristen aus Kroatien und dem Ausland besucht, damit ist die Terezijana zudem eins der größten touristischen Ereignisse in diesem Teil Kroatiens. Dieses Fest spiegelt sich als ein traditionelles, kulturelles und touristisches Ereignis wider. Sie ist durch eine Reihe von künstlerischen, sportlichen, szenischen und musikalischen Ereignissen aus ganz Kroatien gekennzeichnet.

## Terezijana 2005
2005 fand die zehnte Terezijana im Zeitraum vom 17. bis zum 19. Juni statt. Neben vielen kulturellen und unterhaltsamen Ereignissen, hat auch die "Kaiserin Maria-Theresia" die Stadt mit ihren "Dienern" besucht. Bjelovar wurde auch von einer Gruppe von Gästen aus Zagreb besucht, die mit dem Sonderzug "Bjelovar Express" angereist sind. 
Folgende Künstler sind aufgetreten:
- Stype Bones vs Green Parad
- Ivana Kindl & Jacques Houdek
- Dino Dvornik
- Petar Dundo
- Davor Radolfi & Ritmo locco
- Gazde

## Terezijana 2006
Im Jahr 2006 dauerte dieses, zum elften Mal organisierte Fest vom 15. bis 18. Juni. Die meisten Ereignisse fanden im Hof der renovierten Gelben Kaserne statt, wo eine große Bühne und Sitzplätze für 600 Gäste aufgestellt wurden. 
Das Programm umfasste:
- eine Modenschau für die Jüngsten
- Auftritt des Magiers Jozo Bozo
- Kinderfest "Große, kleine Lieder"
- Auftritte von: Anica Zubović, Elvira Voća, Višnja Korbar, Zdenka Kovačićek, Kemal Monteno, Krunoslav Kićo Slabinac etc.
- der letzte Tag war Mozart gewidmet

## Terezijana 2007
Die zwölfte Terezijana wurde 2007 vom 15. bis 22. Juni veranstaltet. Eine Neuerung in diesem Jahr war der Versuch, mit der "Rockerijana" den jungen Rockbands eine Chance zu geben, sich vor einem größeren Publikum zu präsentieren.
Das Programm bestand aus:
- Auftritt von Vlado Kalember
- Auftritt der Gruppe Baruni
- Auftritt der Gruppe Šliper und Konzert von Maja Šuput
- Konzert: Zagreber Dixieland Ensamble
- Konzert: Etno Swing Trio
- Rockerijana